# Denis Guedj
Denis Guedj (ur. w 1940 roku, w Satif, w północnej Algierii, zm. 24 kwietnia 2010 roku) – francuski matematyk, wykładowca akademicki, publicysta i pisarz.

## Życiorys
Ukończył studia matematyczne. Aktywnie uczestniczył w wydarzeniach maja 1968 roku w Paryżu. Pracował na paryskim Uniwersytecie VIII. Prowadził tam zajęcia z historii nauki. Od lat publikował w dzienniku Libération swoje prace poświęcone matematyce. Napisał kilkanaście książek propagujących tę dziedzinę nauki. Jego najsłynniejszym dziełem jest „Twierdzenie papugi” – wydana w roku 1998 publikacja mająca charakter przygodowy stała się bestsellerem w wielu krajach.

## Niektóre publikacje
- La Révolution des savants, kolekcja „Découvertes Gallimard” (nr 48), wyd. Gallimard, 1988
- L'Empire des nombres, kolekcja „Découvertes Gallimard” (nr 300), wyd. Gallimard, 1996
  - Imperium liczb, seria „Poznać i Zrozumieć Świat – Focus” (tom 8), G+J, 2003
- Le Théorème du Perroquet, wyd. Éditions du Seuil, 1998